# RasenBallsport Leipzig 2017-2018
Questa voce raccoglie le informazioni riguardanti il RasenBallsport Leipzig nelle competizioni ufficiali della stagione 2017-2018.

## Rosa
| N. |                       | Ruolo | Calciatore        |
| -- | --------------------- | ----- | ----------------- |
| 1  | Svizzera (bandiera)   | P     | Fabio Coltorti    |
| 3  | Brasile (bandiera)    | C     | Bernardo          |
| 4  | Germania (bandiera)   | D     | Willi Orban       |
| 5  | Francia (bandiera)    | D     | Dayot Upamecano   |
| 6  | Francia (bandiera)    | D     | Ibrahima Konaté   |
| 7  | Austria (bandiera)    | A     | Marcel Sabitzer   |
| 8  | Mali (bandiera)       | C     | Naby Keïta        |
| 9  | Danimarca (bandiera)  | A     | Yussuf Poulsen    |
| 10 | Svezia (bandiera)     | C     | Emil Forsberg     |
| 11 | Germania (bandiera)   | A     | Timo Werner       |
| 13 | Austria (bandiera)    | C     | Stefan Ilsanker   |
| 16 | Germania (bandiera)   | D     | Lukas Klostermann |
| 17 | Portogallo (bandiera) | D     | Bruma             |

| N. |                        | Ruolo | Calciatore                |
| -- | ---------------------- | ----- | ------------------------- |
| 18 | Inghilterra (bandiera) | A     | Ademola Lookman           |
| 19 | Scozia (bandiera)      | C     | Oliver Burke              |
| 20 | Germania (bandiera)    | D     | Benno Schmitz             |
| 21 | Germania (bandiera)    | P     | Marius Müller             |
| 23 | Germania (bandiera)    | D     | Marcel Halstenberg        |
| 24 | Germania (bandiera)    | C     | Dominik Kaiser (capitano) |
| 27 | Germania (bandiera)    | A     | Davie Selke               |
| 31 | Germania (bandiera)    | C     | Diego Demme               |
| 32 | Ungheria (bandiera)    | P     | Péter Gulácsi             |
| 33 | Germania (bandiera)    | D     | Marvin Compper            |
| 35 | Ungheria (bandiera)    | C     | Zsolt Kalmár              |
| 36 | Germania (bandiera)    | D     | Ken Gipson                |